# LGBT au Panama
Les personnes LGBTI+ au Panama sont confrontées à certains défis légaux et sociaux que d'autres personnes ne rencontrent pas. Les relations sexuelles consensuelles entre personnes du même sexe ont été dépénalisées en 2008, cela étant les thématiques LGBT restent taboues dans la société panaméenne, qui est en majorité conservatrice. Les personnes LGBT continuent d'être confrontées à des problèmes de violence, discrimination, et persécution dans le pays,,.

## Histoire
L'histoire des LGBT à Panama reflète un cheminement complexe, marqué par la répression et la résistance. Avant la période coloniale, les peuples indigènes ont des pratiques sexuelles et de genre diverses ; celles-ci sont par la suite sévèrement réprimées sous le régime des colonisateurs européens. Vasco Núñez de Balboa, , par exemple, ordonne l'exécution d'autochtones travestis en les jetant aux chiens, ce qui constitue le premier cas connu de châtiment pour sodomie sur le continent américain. L'arrivée des colonisateurs impose une vision binaire du genre qui marginalise et réprime les identités diverses sortant de cette vision, telle que la figure mythologique de Wigudun chez le peuple Kuna, qui symbolisait l'acceptation de qualités à la fois masculines et féminines,.
Au XXe siècle, la présence militaire des États-Unis entre 1903 et 1999 apporte avec elle un contexte de répression mais également en même temps de visibilité de la diversité sexuelle. Durant cette époque, les bases militaires américaines deviennent des épicentres de la culture gay et de prostitution. Joaquín Beleño a documenté dans son œuvre littéraire la perception des homosexuels dans ces établissements, et le Dr Donoghue a souligné la façon dont la police et les militaires des États-Unis ont fabriqué des identités sexuelles pour contrôler la région. Malgré la répression, la littérature locale commence à exprimer l'existence et la complexité des identités LGBT, comme dans le cas du roman El ahogado de Tristán Solarte,.
Durant les périodes de régime militaire à Panamá (1968-1989), la répression s'intensifie et le régime persécute les opposants politiques et la communauté LGBT. Les personnes détenues font face à des abus graves, y compris des viols. Le régime de la dictature de Manuel Noriega, tout en étant au fait de ces répressions, garde également secrètes sa propre bisexualité et celle de ses associés. Malgré la brutalité du régime, des lieux comme le bar La Madrid deviennent des refuges et des oasis pour les personnes LGBT dans l'atmosphère ambiante de répression,.
Dans les années 1990, le Panama connaît des avances significatives au niveau de la visibilité et l'organisation de la communauté LGBT. La création de la Asociación Hombres y Mujeres Nuevos de Panamá (Association des nouveaux hommes et femmes de Panama) en 1996 et l'autorisation pour les personnes LGBT de défiler pendant le Carnaval en 1998 marquent des étapes importantes. La littérature avance également avec des œuvres comme De mangos y albaricoques de Javier Stanziola, qui aborde des thèmes LGBT et remporte le Concours National de Littérature Ricardo Miró,,.
Le tournant du XXIe siècle apporte des avances et des défis pour la communauté LGBT au Panama. En 2001, la Asociación Hombres y Mujeres Nuevos de Panamá est officiellement reconnue, ce qui renforce l'activisme LGBT. La première marche des fiertés LGBT de la ville de Panama en 2004, et le décret dépénalisant l'homosexualité en 2008, sont des marqueurs importants de cette décennie. De plus, en 2008, une union civile entre personnes du même sexe est officiellement enregistrée, marquant un pas important vers la reconnaissance par la loi,,.
Pendant les années 2010, l'activisme LGBT continue de gagner du terrain, avec des évènements comme un kiss-in en 2011, et la participation de la première dame à la marche des fiertés en 2017. Cependant, il y a également des reculs, comme la tentative d'une réforme constitutionnelle pour interdire le mariage homosexuel en 2019, qui fut au final suspendu sous la pression populaire,,.
Dans les années 2020, la Cour Suprême de Justice du Panama rend un arrêt déclarant que l'interdiction du mariage homosexuelle n'était pas inconstitutionnelle, ce qui engendre des critiques et des appels internationalement à garantir les droits des couples de même sexe. Malgré les efforts pour rendre visible et célébrer la diversité sexuelle, tel que le mariage symbolique massif organisé en 2023, l'opposition conservatrice et les menaces de violence reflètent les défis qui persistent avant que les personnes LGBT atteignent l'égalité pleine au Panama,,.

## Lois et droits

### Dépénalisation de l'homosexualité
La dépénalisation de l'homosexualité au Panama est rendue officielle le 31 juillet 2008, avec l'entrée en vigueur du Décret Exécutif n°332, qui abroge l'article 12 du Décret 149 (promulgué en mai 1949), qui pénalisait les relations sexuelles entre personnes du même sexe,. La majorité sexuelle au Panama est de 14 ans, quelle que soit l'orientation sexuelle.

### Reconnaissance des couples homosexuels
Il n'existe aucune forme de reconnaissance pour les couples formés de personnes du même sexe, que ce soit mariage ou union civile, au Panama ; en conséquence, l'État panaméen ne reconnaît pas les familles homoparentales. En 2004, le parlement rejette une proposition de loi permettant les unions civiles homosexuelles, principalement sous la pression de l'Église catholique sur le gouvernement panaméen.
En mars 2023, la Cour Suprême de Justice de Panama (CSJ) déclare que l'article 26 du Code de la famille qui interdit le mariage homosexuel en spécifiant qu'il doit être "entre un homme et une femme" n'est pas inconstitutionnel. Dans sa décision, la cour affirme de plus que l'article du Code de Droit International Privé de la République qui "interdit le mariage entre individus du même sexe" n'est pas non plus inconstitutionnel,.

### Adoption
L'article 55 de la Loi Générale sur L'adoption établit que l'adoption conjointe est établie lorsque les personnes qui la demandent sont des conjoints, ou vivant ensemble dans une union de fait, de sexe différents.

### Lois et mesures antidiscrimination
Il n'existe pas de dispositions légales qui interdisent de manière générale la discrimination portant sur l'orientation sexuelle ou l'identité de genre dans les domaines comme l'accès à l'emploi, l'éducation, les services de santé, l'accès à la justice ou au logement, entre autres. La "Loi 7 qui adopte des mesures pour prévenir, interdire, et sanctionner les actes de discrimination", qui s'applique depuis 2018, n'inclut pas de protections légales explicites pour les personnes LGBT.
Cependant, il existe des dispositions légales dans certaines lois sectorielles qui mentionnent de façon explicite l'orientation sexuelle et l'identité de genre en tant que catégories protégées contre la discrimination :
- "Loi 6 dictant des normes relatives à la transparence dans la gestion publique, établit l'action de l'Habeas Data, et d'autres dispositions" (2002) établit que l'orientation sexuelle est une information confidentielle, qui ne peut être divulguée dans aucune circonstance par des agents de l'État[29].
- "Loi 16 qui régule le droit d'accès aux établissements publics et établit des mesures anti-discrimination" (2002) interdit la discrimination basée sur l'orientation sexuelle[30].
- "Loi 12 qui régule l'activité des assurances et édicte d'autres dispositions" (2012) établit que l'orientation sexuelle de la personne qui contracte une assurance et de la personne couverte par l'assurance est une information confidentielle[31].
- Loi 6 qui crée le mécanisme national de prévention de la torture et des autres traitements ou peines cruelles, inhumaines, ou dégradantes (2017), établit que la définition d'information confidentielle comprend tout type d'information qui est pertinente par rapport aux informations médicales et psychologiques d'une personne, la vie intime d'un individu, y compris l'identité de genre ou l'orientation sexuelle[32].
- Loi 81 sur la protection des données personnelles (2019) définit comme données sensibles les données personnelles qui peuvent relever des aspects relatifs à la préférence ou l'orientation sexuelle[33].

#### Don de sang
Pour ce qui est du don du sang, la Résolution 374 du ministère de la Santé (publiée en septembre 2001) interdit les personnes LGBTI+ de donner leur sang,. En janvier 2023, le député Gabriel Silva présente la proposition de loi 172, qui cherche à éliminer l'interdiction et permettre aux personnes LGBTI+ de donner leur sang ; cependant la proposition de loi fut défaite à l'Assemblée,.

### Lois sur les crimes de haine et l'incitation à la haine
Actuellement, le code pénal panaméen ne criminalise sous aucune forme les menaces, les crimes haineux ou l'incitation à la haine s'ils sont motivés par l'orientation sexuelle ou l'identité ou l'expression de genre ; de même, les propos haineux ne sont pas criminalisés.

### Identité et expression de genre
La Loi de l'état civil, (Ley No.31) (2006) établit la possibilité de changer de nom. Cependant, ce n'est pas une loi qui s'applique spécifiquement aux personnes trans. Selon certaines sources locales, il existe des cas documentés de personnes trans qui ont réussi à changer de nom depuis au moins 2016. Cela étant, les autorités demandent à ce que les personnes demanderesses se soumettent à un examen par un médecin accrédité. On rapport également que dans certains cas, la personne qui a demandé ce changement de nom a dû démontrer qu'elle a utilisé ce nom pendant cinq ans de suite,.
D'un autre côté, il n'existe pas au Panama de lois qui régulent spécifiquement le changement de marqueur de genre. Les articles 11 et 12 de la loi établissent la possibilité de rectifier les inscriptions d'état civil, incluant explicitement la "correction" de sexe. La Loi de l'état civil (Ley No.31) établit dans son article 121 que, la Direction Nationale de l'État Civil peut ordonner la "correction du marqueur de sexe" sur l'acte de naissance sur demande de la personne concernée, si elle est accompagnée d'un "certificat émis par un médecin accrédité qui détermine le sexe auquel correspond le demandeur".
En 2015, la délégation panaméenne au sein de l'Organisation des États américains explique en audience publique devant la Commission Interaméricaine des Droits de l'Homme (CIDH) que dans la pratique, ceci implique de suivre un processus qui commence par une demande de la personne intéressée ainsi qu'un certificat démontrant avoir subi une chirurgie de réassignation sexuelle. En outre, il faut également passer par un examen médical réalisé par un médecin de l'Institut de Médecine Légale de Panama.

### Forces de l'ordre
L'article 133 du règlement disciplinaire de la police nationale panaméenne considère comme des fautes graves le fait d'avoir des pratiques lesbiennes ou homosexuelles.

## Conditions sociales

### Société
Au Panama, la société est divisée quant à l'attitude à avoir sur la question des droits LGBTIQ+. Un groupe diversifié, qui inclut des organisations LGBT, des jeunes, des familles, des entreprises, des ambassades et des institutions internationales, soutient l'inclusion et le respect des personnes LGBTIQ+, promouvant un climat d'acceptance et de valorisation. D'un autre côté, un groupe plus réduit, constitué principalement de groupes de droite et de religieux, s'oppose à ces droits. Bien que certains personnes conservatrices ou religieuses soutiennent le respect et la non-violence, des institutions comme la police ou la Cour Suprême montrent une opposition forte aux droits LGBTIQ+. Ce contexte crée une situation où les dénonciations de harcèlement et de violence envers les personnes LGBTIQ+ ne reçoivent souvent pas de réponses adéquates de la part des autorités.
Panama sert de pays de refuge pour les jeunes homosexuels venant de pays du reste de l'Amérique centrale où la situation est plus compliquée, comme le Salvador, le Honduras, le Guatemala, et le Belize. Au Panama il n'existe aucun type de loi qui protège les personnes LGBTIQ+ de toute discrimination. Même s'il existe des discriminations quotidiennes et institutionnalisées de la part des différentes églises et groupes "pro-famille", on attend toujours un projet de loi pour modifier le code pénal et criminaliser tout type d'acte discriminatoire contre cette communauté,,,,.
La ville de Panama est considérée comme une destination "gay-friendly" et compte une grande quantité de bars, centres de loisirs, et discothèques à ambiance LGBTI.

### "Thérapies de conversion"
Les Efforts Pour Corriger L'Orientation Sexuelle et l'Identité de Genre (en espagnol Esfuerzos para Corregir la Orientación Sexual e Identidad de Género) connues localement sous le nom de "ECOSIG", désigne un groupe de méthodes pseudo-scientifiques qui ont pour objectif de changer ou altérer l'orientation sexuelle ou l'identité de genre des personnes lesbiennes, gays, bisexuelles, et transgenres. Malgré le fait que l'Organisation Mondiale de la Santé a éliminé en 1990 l'homosexualité de la liste des maladies mentales, et la transidentité en 2018, il existe actuellement diverses organisations religieuses qui continuent de transmettre ce type de "thérapies" dans le monde entier.
Il n'existe aucune étude scientifique à méthodologie validée qui démontre que les thérapies de conversion, sous n'importe quelle forme, sont effective. Les données internationales permettent de conclure qu'il n'existe aucune preuve solide que des personnes puissent réduire leur attraction envers les personnes du même sexe ou augmenter leur attraction envers les personnes de sexe différent via des efforts pour changer d'orientation sexuelle. Au contraire, les études de personnes qui ont été soumises à ces pratiques décrivent des effets graves sur la santé mentale comme des épisodes d'anxiété sévères, des syndromes dépressifs, une isolation sociale, des troubles de dysfonction sexuelle, et des pensées suicidaires. Les victimes de thérapies de conversion sont aussi généralement soumises à des dogmes de leurs conseillers spirituels et à des programmes pour guérir leur "maladie" ; ces programmes peuvent inclure insultes homophobes, coups, privations de liberté ou de nourriture, voire même des exorcismes. À l'heure actuelle, les ECOSIG ne sont pas un crime au Panama, ni dans aucun des autres pays de la région d'Amérique centrale. Cependant, depuis 2023 Panama dispose d'une loi sur la santé mentale qui pourrait être utilisée comme recours légal qui pourrait ouvrir la possibilité d'interdire les ECOSIG,.

## Associations, organisations, et réseaux LGBTI+
Au Panama, les associations, organisations, et réseaux LGBTI+ remplissent un rôle essentiel de défense des droits et promotion de la bonne santé dans la communauté. Des groupes comme l'association Nouveaux Hommes et Femmes du Panama (Asociación Hombres y Mujeres Nuevos de Panamá, ou AHMNP), l'association panaméenne des personnes trans (Asociación Panameña de Personas Trans, APPT) et l'association Vivre Positivement (Viviendo Positivamente) sont spécialisées sur la protection du VIH, le soutien aux personnes trans, et la défense des droits humains,,.
De plus, des organisations comme Vivre Ensemble Panama (Convive Panamá), Fondation Égaux (Fundación Iguales) et Hommes Trans Panama (Hombres Trans Panamá) travaillent sur les questions d'autonomisation et d'éducation autour de l'orientation sexuelle et l'identité de genre, et la promotion d'une société plus inclusive,,.
Au niveau régional, Panama fait partie du Réseau de Collectifs Américains d'Hommes Trans (REDCAHT+) et le Réseau d'Amérique Centrale des Personnes porteuses du VIH (Red Centroamericana de Personas con VIH, REDCA+) qui unissent leurs forces pour combattre la discrimination et améliorer l'accès à la santé, soulignant l'importance de ces initiatives dans un contexte où les ressources et l'attention portée au bien-être de la communauté LGBTI+ sont limitées,.

## Culture
La culture LGBT au Panama a gagné en visibilité ces dernières années, en particulier à travers le cinéma, la littérature, et la télévision. Depuis les années 2010, le cinéma aborde des thèmes LGBT comme les courts-métrages Los Agustines (2013) et Vuelve al mar (2018), et les longs métrages comme Todos cambiamos (2019) qui, bien qu'ils aient créé la controverse à leur sortie, ont été bien reçus à l'international,. De plus, le Festival International de Cinéma LGBT, organisé depuis 2007, constitue un espace crucial pour rendre visibles les réalités de la communauté,.
Dans la littérature, bien que la production LGBT est limitée à cause de préjugés sociaux, on peut noter des avancées notables, comme l'œuvre De parte interesada (1972) de Agustín Del Rosario,. Côté télévision, la diversité sexuelle est représentée principalement à travers des personnages stéréotypés interprétés par des acteurs hétérosexuels, bien que des figures ouvertement LGBT comme Franklyn Robinson et Wendy Jaramillo sont présentes sur le petit écran.
Le travestissement est également une tradition au Panama, avec des vedettes drag queen comme Serena ChaCha et Xunami Muse, qui ont atteint une renommée internationale après leur participation à RuPaul's Drag Race. D'un autre côté, la relation entre la religion et la communauté LGBT continue d'être tendue, avec une forte opposition de la part de l'Église catholique au mariage homosexuel,. De plus, dans le domaine de la musique, certaines chansons se sont vues critiquées pour avoir véhiculé des messages homophobes, tandis que dans le sport, le boxeur Panama Al Brown se distingue comme un pionnier dans son sport, se battant contre les barrières raciales et homophobes de son époque,.

## Évènements

### Marches
La marche des fiertés LGBTI+ de Panama est considérée comme la deuxième plus grande marche des fiertés en Amérique Centrale. La première marche des fiertés au Panama est organisée en 2003, avec seulement 60 personnes impliquées, sans aucun incident. En 2005, une autre marche pour la diversité se tient dans la ville de Panama, à laquelle participent 100 personnes. En 2011, la première marche des fiertés massive se tient dans la ville de Panama, avec 2000 personnes dans la marche. En 2017, la marche sur tient sur la voie côtière Cinta Costera de la ville de Panama, avec autour de 5 000 participants et un festival de musique en clôture. La marche de 2017 vit la participation de l'ancienne première dame, Lorena Castillo de Varela. En 2018 l'organisation annonce que la marche se déroulera dans le centre historique de la capitale panaméenne, avec la participation d'artistes d'envergure nationale comme Samy y Sandra Sandoval, et Kenny Man; 6 000 participants. En 2019, la marche se passe également dans le centre historique, et double le nombre de participants par rapport à l'année précédentes, avec 12 000 personnes. En 2022, la marche des fiertés de Panama se déroule sur la Vía Argentina de la capitale, et 13 000 personnes y participent.